# Dalchoki
Dalchoki es un pueblo ubicado en el distrito de Lalitpur, Nepal.

## Superficie
Cuenta con una superficie de 6,3 kilómetros cuadrados.

## Demografía
Hasta 2015 la población era de 1158 habitantes, con una densidad de población de 184,8 habitantes por kilómetro cuadrado. Con una población masculina y femenina de 544 (47%) y 614 (53%) respectivamente.
| Gráfica de evolución demográfica de Dalchoki entre 1975 y 2015 |
|                                                                |
| Datos según el Centro Común de Investigación.                  |